# 悪戯道化師
「悪戯道化師」（いたずらピエロ）は、鬼束ちひろの19枚目のシングル。

## 解説
前作「青い鳥」以来2年振りのシングル。2013年に開催される「CHIHIRO ONITSUKA TOUR SHOW 2013 悪戯道化師（いたずらどうけし）」の会場限定で販売されたシングル。「悪戯道化師」の作詞・作曲は鬼束ちひろ。
今回は所属事務所 NAPOLEON RECORDSからのリリースとなる。
当初は上述の通りツアー会場でのCD販売のみの予定だったが、ツアーに参加できなかったファンから「なんとかこの新曲を聴くことができないものか」という問い合わせが殺到したため、オフィシャルショップでのCD通販及び主要配信サイトでの音楽配信がツアー終了直後の3月27日に開始された。さらに、5月7日からは、全国のCDショップやAmazon等のオンラインショップでのCDの一般販売も開始された。
また、今回「悪戯道化師」がフジテレビ系「アウト×デラックス」のエンディング曲に起用されたことによって、「蛍」以来5作振りのタイアップがついたシングルとなった。

## 収録曲
1. 悪戯道化師 (5:39)
  - 作詞・作曲：鬼束ちひろ／編曲：友森昭一
  - フジテレビ系「アウト×デラックス」エンディング曲

コンサートをイメージして書き下ろされた楽曲。
2. Who Will Save Your Soul [Chihiro covers Jewel] (5:10)
  - 作詞・作曲：Jewel Kilcher／編曲：鬼束ちひろ

鬼束がデビューのきっかけをつかんだオーディションで披露したジュエルの曲。ギター弾き語り。
3. 悪戯道化師 [Backing track] (5:34)

## 収録アルバム
悪戯道化師
- 『GOOD BYE TRAIN 〜ALL TIME BEST 2000-2013』
- 『REQUIEM AND SILENCE』